# Reprodução assistida por parceira
Reprodução assistida por parceira, recepção de oócitos da parceira (ROPA), fertilização in vitro recíproca, maternidade compartilhada, FIV de parceira ou co-FIV é um método de formação de família usado por casais que possuem órgãos reprodutores femininos. O método utiliza a fertilização in vitro (FIV), em que os óvulos são retirados dos ovários, fertilizados em laboratório e, em seguida, um ou mais dos embriões resultantes são colocados no útero para gerar uma possível gravidez. A FIV recíproca difere da FIV convencional porque envolve duas parceiras: os óvulos são retirados de uma, enquanto a outra carrega a gestação. Assim, o processo é mecanicamente idêntico à FIV com doação de óvulos. A FIV recíproca oferece maior chance de gravidez e menor risco de gestação múltipla.
Esse processo foi introduzido pela primeira vez na Espanha em 2007, no instituto CEFER.

## Processo da FIV recíproca
A FIV recíproca envolve etapas tanto para a mãe genética quanto para a mãe gestacional. Abaixo estão listadas as etapas pelas quais o casal deve passar:
1. Consulta inicial: ambas as parceiras passam por exames de saúde para avaliar fatores de fertilidade e condição geral.[4] Essas informações ajudam o casal a decidir quem doará os óvulos e quem carregará o bebê.
2. Amostra de esperma: escolhe-se um doador, que pode ser anônimo ou conhecido. A qualidade do esperma aumenta a chance de sucesso.[4]
3. Estimulação ovariana: a parceira que doará os óvulos passa por estimulação hormonal para desenvolver vários óvulos, que são coletados depois.[5][6]
4. Punção ovariana: procedimento simples, feito sob sedação, no qual uma cânula é inserida pela vagina para aspirar os óvulos, que são enviados ao laboratório.
5. Fertilização in vitro: os óvulos coletados são fertilizados com o esperma do doador, por FIV convencional ou técnica ICSI.[7][8]
6. Preparação endometrial: o útero da parceira gestante é preparado para receber o embrião.[9]
7. Teste genético: embriões no estágio de blastocisto podem passar por teste genético pré-implantacional para verificar cromossomos.[4]
8. Transferência embrionária: os embriões mais viáveis são transferidos para a mãe gestante.[10]
9. Teste de gravidez: após duas semanas, verifica-se se ocorreu implantação.[11]

### Escolha dos papéis
A decisão de quem será a doadora de óvulos e quem será a gestante pode ter razões médicas ou pessoais. Normalmente, a doadora é a parceira mais jovem ou com melhor reserva ovariana, enquanto a gestante é quem tem útero saudável ou já teve gravidez prévia.
Razões pessoais e psicológicas também influenciam. Algumas parceiras podem não desejar a gestação por identidade de gênero ou tratamentos hormonais. Há registro de FIV recíproca bem-sucedida com óvulos de um homem trans que manteve uso de testosterona durante todo o processo.

### Linha do tempo
- Ciclo fresco: dura cerca de 17–20 dias, mais 10 dias de espera para o teste de gravidez.[14]
- Ciclo com embrião congelado: exige dois ciclos, um da mãe genética e outro da mãe gestante, prolongando o processo.[14]

### Epigenética
Epigenética refere-se a alterações na expressão gênica sem mudança na sequência do DNA. Estudos mostram que o ambiente uterino pode influenciar o desenvolvimento embrionário. Isso pode ajudar mulheres a superarem a ausência genética, pois ainda influenciam o fenótipo do bebê.

### Outros procedimentos relacionados
Há variações, como a FIV recíproca dupla, em que ambas engravidam simultaneamente com embriões da parceira. Outra opção é a Effortless IVF, que utiliza a cápsula INVOcell, aprovada pela FDA.

## Custos
A cobertura de FIV varia nos Estados Unidos, sendo raramente obrigatória por lei. Apenas 25% dos americanos têm cobertura. O custo médio de um ciclo é de cerca de US$ 12.000, sem incluir medicamentos (US$ 3.000–10.000). A FIV recíproca chega a ultrapassar US$ 20.000.

## Taxas de sucesso
Um estudo de 2017 mostrou 60% de sucesso entre casais com idade média da doadora de 32 anos. Outro estudo de 2018 encontrou taxa de 60% de nascidos vivos em 120 casais lésbicos. A idade da gestante é o principal fator de sucesso.

## Aspectos legais
As questões jurídicas variam por país ou estado. Pode ser necessário reconhecer legalmente a doadora de óvulos como mãe, seja no registro de nascimento ou por adoção. Em 2023, o Tribunal Superior de Hong Kong reconheceu uma lésbica que doou óvulo como mãe em direito comum.